# Tmemophlebia coquilletti
Tmemophlebia coquilletti är en tvåvingeart som först beskrevs av Johnson 1902.  Tmemophlebia coquilletti ingår i släktet Tmemophlebia och familjen svävflugor. Inga underarter finns listade i Catalogue of Life.